# Vannina Masman
Vanina Mariella Masman León es una politóloga. Entre noviembre de 2021 y agosto de 2022 se desempeñó como directora nacional —en calidad de subrogante (s)— del Servicio Nacional de la Mujer y la Equidad de Género (SernamEG) bajo el segundo gobierno de Sebastián Piñera y luego en el gobierno de Gabriel Boric.

## Estudios
Realizó sus estudios superiores en la carrera de ciencia política en la Pontificia Universidad Católica (PUC), y luego cursó un magíster en políticas públicas en la Universidad del Desarrollo (UDD). Asimismo, efectuó una licenciatura en filosofía en la Universidad Católica de Valparaíso (PUCV).

## Trayectoria profesional
Ha ejercido su profesión en el ámbito técnico y de gestión relacionado con la problemática de la violencia contra las mujeres. Se desempeñó como coordinadora del Centro de la Mujer llevado a cabo por la gobernación provincial de Los Andes, en la región de Valparaíso, y como coordinadora de la Oficina de la Mujer en la Municipalidad de Lampa. Asimismo, entre julio de 2013 y marzo de 2014, ejerció como directora regional Metropolitana subrogante (s) del entonces Servicio Nacional de la Mujer (Sernam) y fungió como encargada de la Oficina de Informaciones Reclamos y Sugerencias (OIRS) de la misma institución.

### Dirección nacional del SernamEG
Posteriormente, bajo el segundo gobierno de Sebastián Piñera, en marzo de 2018, fue nombrada como directora regional de Valparaíso del nuevo Servicio Nacional de la Mujer y la Equidad de Género (SernamEG). Abandonó esa función el 13 de marzo de 2021, para asumir como subdirectora nacional subrogante (s), del organismo, labor que también dejó para asumir como directora (s), el 3 de noviembre de ese año, manteniéndose hasta el final del gobierno en marzo de 2022.